# クラウディア・モーリ
クラウディア・モーリ（Claudia Mori、1944年2月12日 - ）は、イタリアの女優。

## 出演作品
- リーザの恋人
- ソドムとゴモラ
- ユッピ・ドゥー
- ルガンティーノ
- 華麗なる相続人